# Liste der Monuments historiques in Nantois
Die Liste der Monuments historiques in Nantois führt die Monuments historiques in der französischen Gemeinde Nantois auf.

## Liste der Objekte
| Bezeichnung                                                                   | Beschreibung                                         | Standort                             | Kennzeichnung | Schutzstatus | Datum | Bild |
| ----------------------------------------------------------------------------- | ---------------------------------------------------- | ------------------------------------ | ------------- | ------------ | ----- | ---- |
| Altarpult                                                                     | Holz, Anfang des 18. Jahrhunderts                    | in der Kirche St-Martin (Lage)       | PM55001198    | Classé       | 1996  |      |
| Drei Tafelbilder: Heiliger Nikolaus, Kreuzigungsgruppe und heiliger Sebastian | aus einem Retabel; Ölfarbe auf Holz, 17. Jahrhundert | in der Kirche St-Martin (Lage)       | PM55002163    | Inscrit      | 1994  |      |
| Epitaph für Robert de Vaubecourt                                              | Kalkstein, bezeichnet 1629                           | in der Kirche St-Martin (Lage)       | PM55002162    | Inscrit      | 1992  |      |
| Skulptur Der heilige Martin teilt seinen Mantel                               | Stein, 16. Jahrhundert                               | außen an der Kirche St-Martin (Lage) | PM55000448    | Classé       | 1907  |      |
| Retabel Martyrium des heiligen Laurentius                                     | Stein, farbig gefasst und vergoldet, bezeichnet 1636 | in der Kirche St-Martin (Lage)       | PM55000449    | Classé       | 1969  |      |